# San Felice sul Panaro

San Felice sul Panaro (San Flis en dialecte mirandolese) est une commune italienne de la province de Modène dans la région Émilie-Romagne en Italie.

## Géographie
À une altitude variant de 10 à 21 mètres, dans la plaine du Pô à 30 km au nord-est de Modène, dans un triangle formé par les communes de Camposanto (5 km) par la SS568), Mirandola (9 km) et Finale Emilia (12 km) par la SS468.

La cité de San Felice est traversée en son centre par la ligne de chemin de fer Bologne-Vérone

Grandes villes proches :
- Bologne 41 km
- Milan 169 km
- Florence 119 km
- Padoue 86 km
- Vérone 68 km

## Histoire
Les premiers établissements dans la zone, qui dans l’antiquité était marécageuse et boisée, remontent à la culture de terramare.
À l’époque romaine, les premiers travaux de bonification des terres et de transformation du territoire sont entrepris et poursuivis de manière systématique par les moines de l’abbaye de Nonantola dès le VIIe siècle.
Un document de l’année 927 cite le village fortifié de San Felice comme "Castellum Sancti Felicis" et étant la première mention du nom qui, après l’unification de l’Italie, se verra complété par la terminaison "sul Panaro" pour le distinguer de la douzaine d’autre San Felice d’Italie.
Pour lutter contre les invasions barbares, un système de défense fut construit et modifié ensuite en forteresse ceinte d’une muraille et de fossés. Ce château devint le fief de Mathilde de Canossa puis, alternativement, sous la domination des Este seigneur de Ferrare et des Pio de Savoie seigneurs de Carpi.
La cité, devenue fortification de défense des frontières du duché de Modène, fut dévastée durant le Rinascimento  par les invasions et les luttes entre Espagnoles et français.
  
Avec l’unification de l’Italie, San Felice connut une notable croissance comme centre commercial et agricole du bas modenese. Développement amplifié après la Seconde Guerre mondiale.
Le 20 mai 2012, un important séisme de magnitude 6 frappe la région et endommage de nombreux monuments et bâtiments de la ville, notamment les trois églises, en partie détruites. La réplique du 29 mai entraîne de nouveaux dégâts dans la ville et la mort de trois employés dans l'effondrement d'une usine.

## Économie
L'économie de San Felice sul Panaro est basée sur l’élevage, la filière agroalimentaire (salaison, industrie meunière), l’industrie bio-médicale et les services.
L’économie locale n’a pas abandonné l’agriculture, pratiquée avec succès grâce aux caractéristiques particulières du terrain : céréales (blé, maïs), maraîchage, fourrage, raisin et fruits. L’industrie de transformation agroalimentaire se distingue par la production du fameux Salami de San Felice, ( D.O.P.).

Les voies de communication sont d’une importance capitale pour l’économie et la ligne de chemin de fer Bologne-le Brenner a été doublée par une seconde voie entre San Felice et Bologne, favorisant ainsi les échanges avec le bas modenese. Ce territoire devrait être relié à la cité de Ferrare par la future Autostrada Cisalpina projetée pour 2015, et qui unira l’autoroute A22 avec l’autoroute A13.
San Felice fait partie de l' Union des communes modeneses de la Zone Nord de la province de Modène, composée de Camposanto, Cavezzo, Concordia sulla Secchia, Finale Emilia, Medolla (Siège administratif de l'union), Mirandola, San Possidonio, San Prospero et San Felice sul Panaro.
Dans le sous-sol du hameau de Rivara, la société ERG Rivara Storage projette un stockage de gaz méthane à usage énergétique. ce projet a donné lieu à de vives contestations de la part de la commune et des autres communes voisines,, raisons confortées par les séismes de 2012, de magnitude 6.

## Administration
| Période                                  | Période  | Identité          | Étiquette     | Qualité |
| ---------------------------------------- | -------- | ----------------- | ------------- | ------- |
| 08/06/2009                               | En cours | Alberto Silvestri | Centre gauche |         |
| Les données manquantes sont à compléter. |          |                   |               |         |

### Hameaux
Dogaro, Pavignane, Rivara, San Biagio in Padule

### Communes limitrophes
Camposanto (5 km), Finale Emilia (12 km), Medolla (6 km), Mirandola (9 km)

## Démographie
Habitants recensés

### Ethnies et minorités étrangères
Selon les données de l’Institut national de statistique (ISTAT) au 1er janvier 2012, la population étrangère résidente et déclarée était de 1511 personnes, soit 13,6 % de la population résidente.

Les nationalités majoritairement représentatives étaient :
| Pos. | Pays     | Population |
| ---- | -------- | ---------- |
| 1    | Maroc    | 420        |
| 2    | Roumanie | 193        |
| 3    | Chine    | 189        |
| 4    | Inde     | 103        |
| 5    | Albanie  | 81         |
| 6    | Moldavie | 74         |
| 7    | Ukraine  | 58         |
| 8    | Nigeria  | 50         |
| 9    | Ghana    | 48         |
| 10   | Pologne  | 47         |

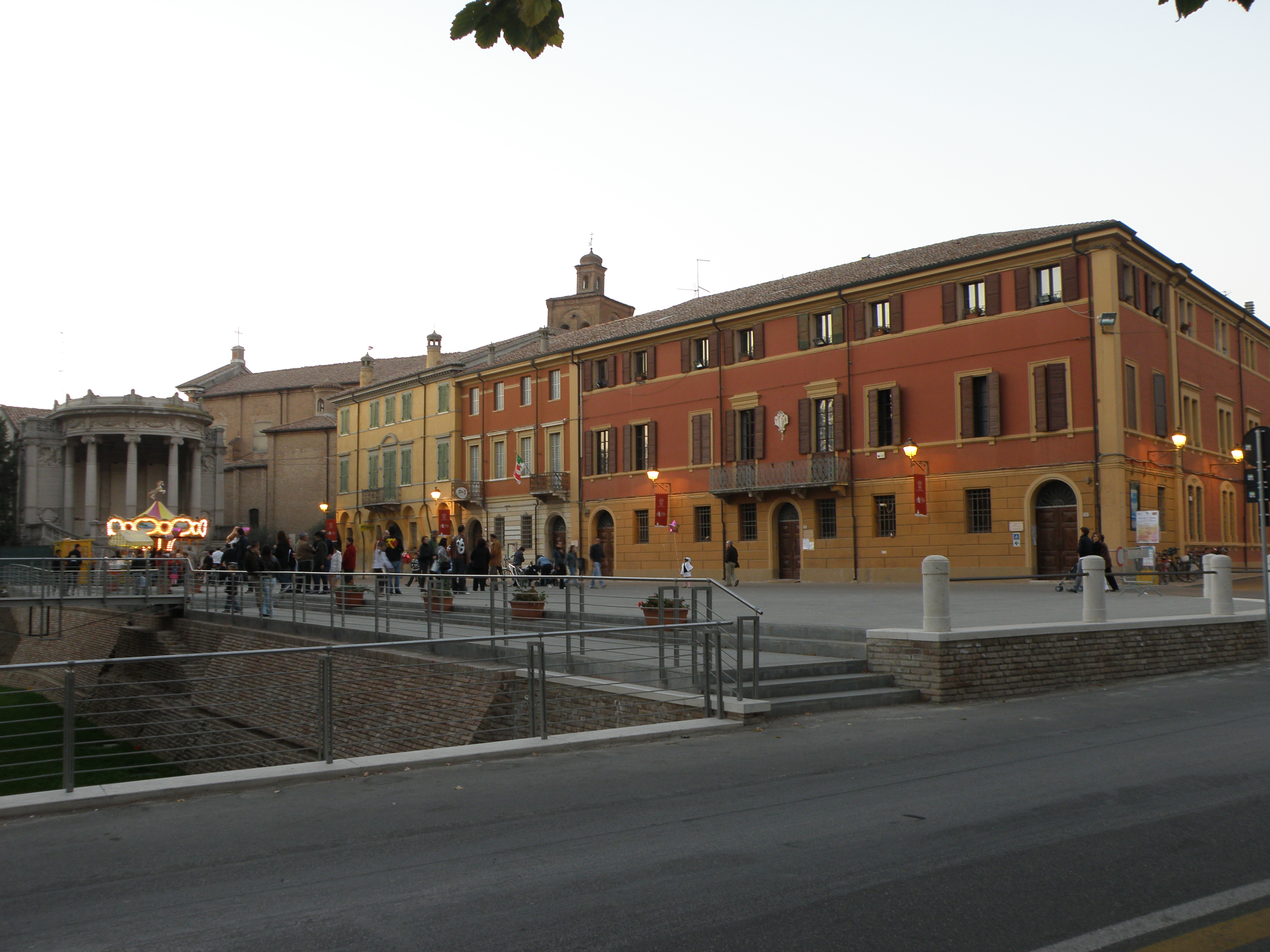
maison communale
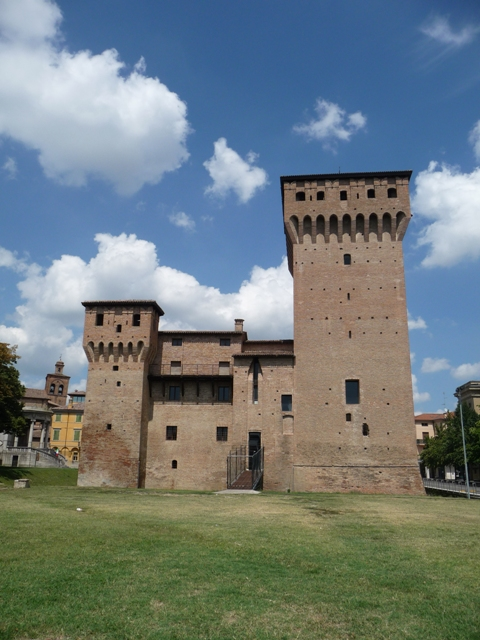
La Rocca Estense avant le séisme
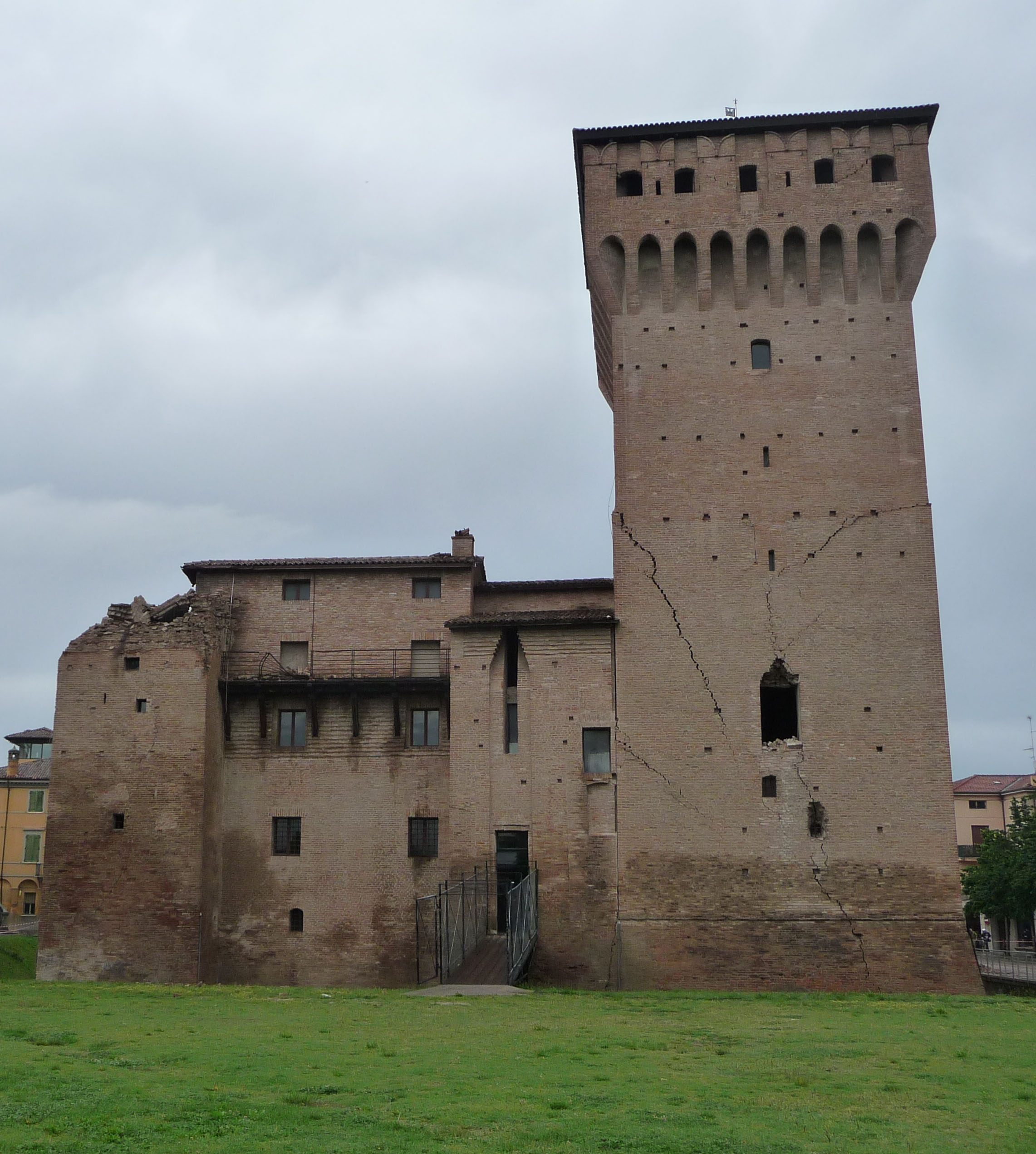
La Rocca Estense après le séisme
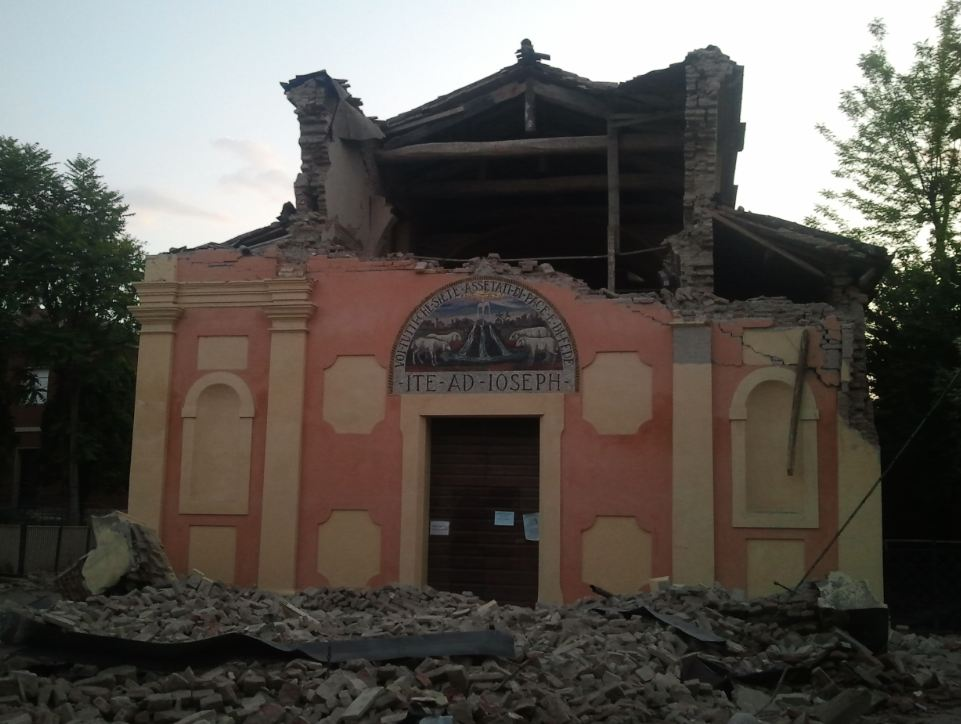
L'église del mulino (San Giuseppe Artigiano) après le séisme de 2012

## Monuments et lieux d’intérêt
- La Rocca Estense, principal monument de San Felice, caractérisé par sa structure carrée et ses quatre tours d’angle, construite entre 1332 et 1340 par le marquis Obizzo III d'Este. Restaurée et fortifiée par le marquis  Niccolò III d'Este. La rocca a été gravement endommagée par le séisme de 2012[8].
- Le Théâtre communal, en style art nouveau, construit en 1907 et transformé en 1924 et gravement endommagé par le séisme de 2012.
- La Chiesa arcipretale, d’époque médiévale et reconstruite en 1700, à la suite d'un incendie, expose des œuvres pittoresques et sculptures. Édifice complètement détruit par le séisme de 2012.
- La Tour de l'horloge construite en 1594 et complètement détruite lors du séisme de 2012.

## Fêtes et manifestations
- L’ancestrale Foire de septembre, en fin août et début septembre.
- La Biennale d'Art Roncaglia, au nom de Aldo Roncaglia, artiste polyvalent, musicien, architecte et peintre.
- le marché hebdomadaire le lundi et vendredi.
- le Magico carnevale : au mois de mars, une des principales initiatives culturelles de la province

 avec des manifestations à thèmes, exposition photographique, scènes théâtrales et carnaval de rue.   

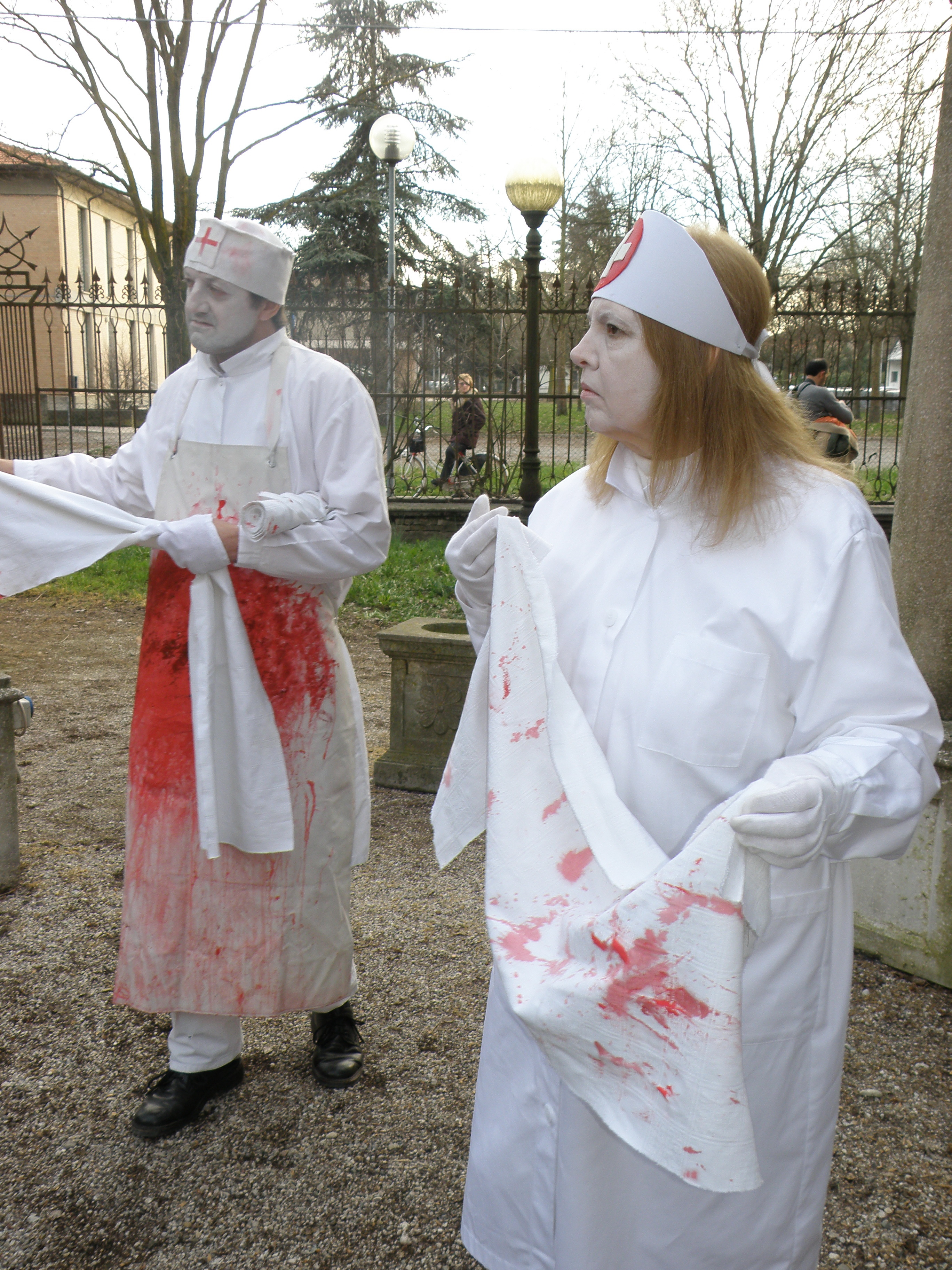
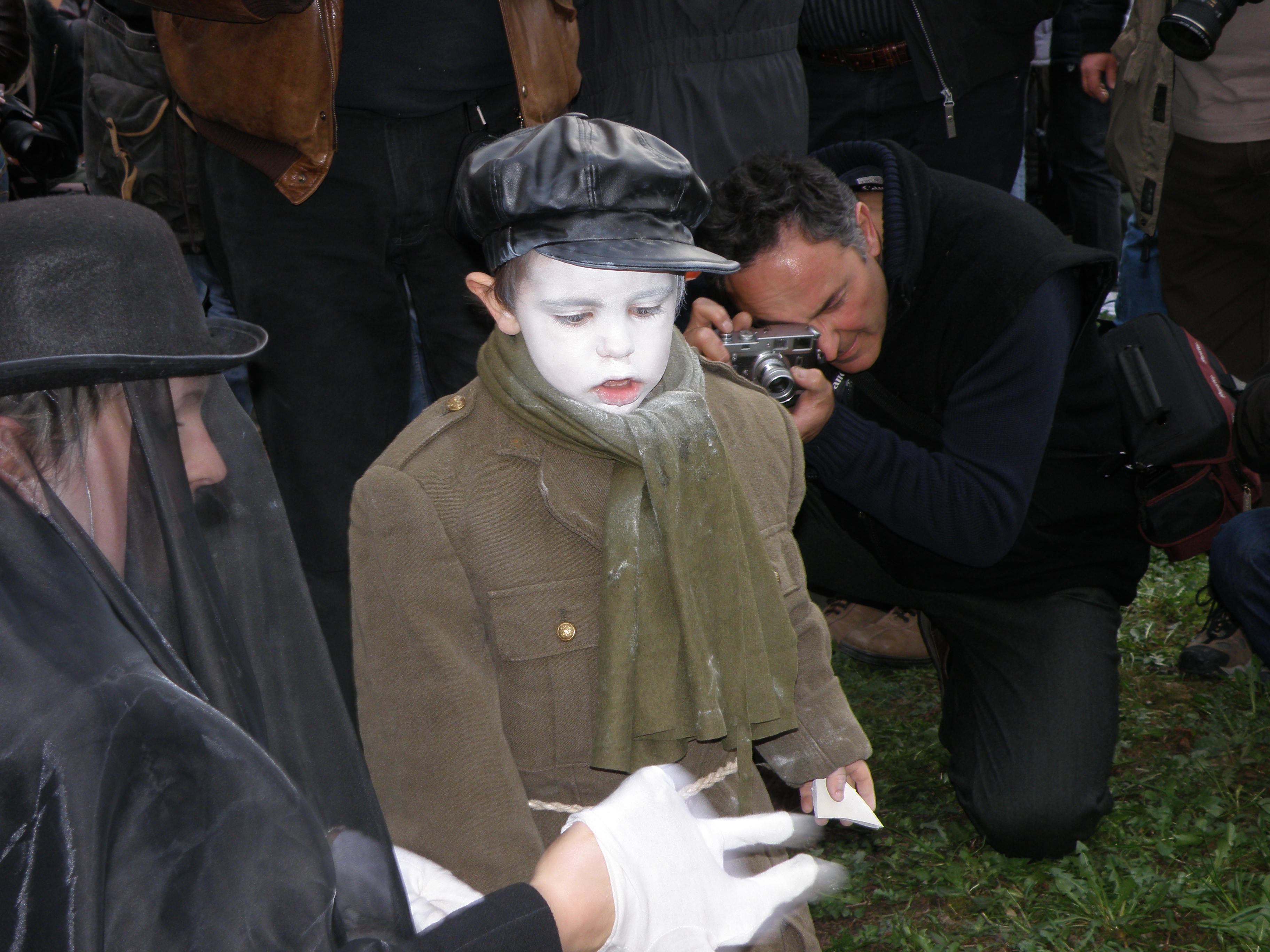
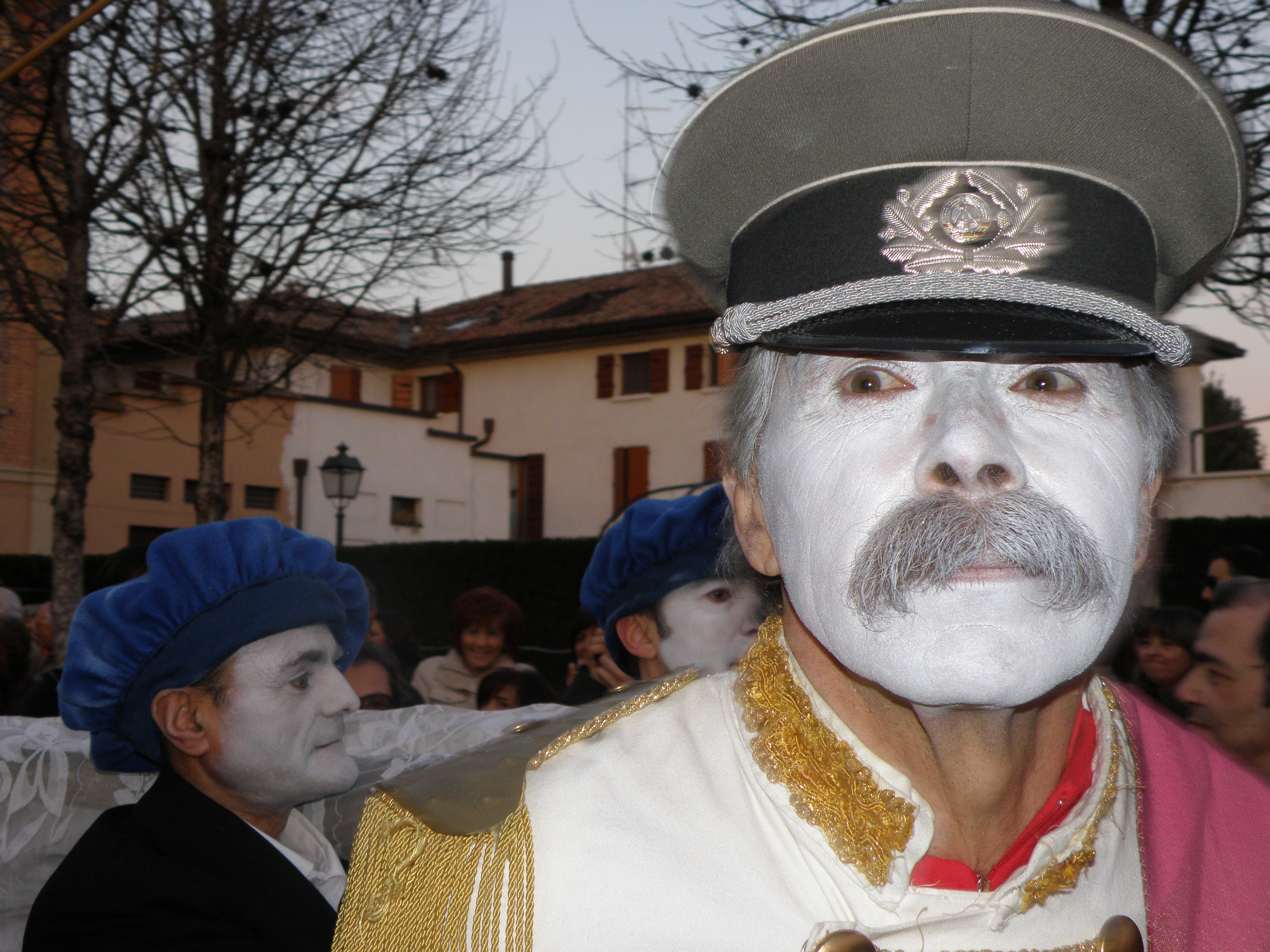
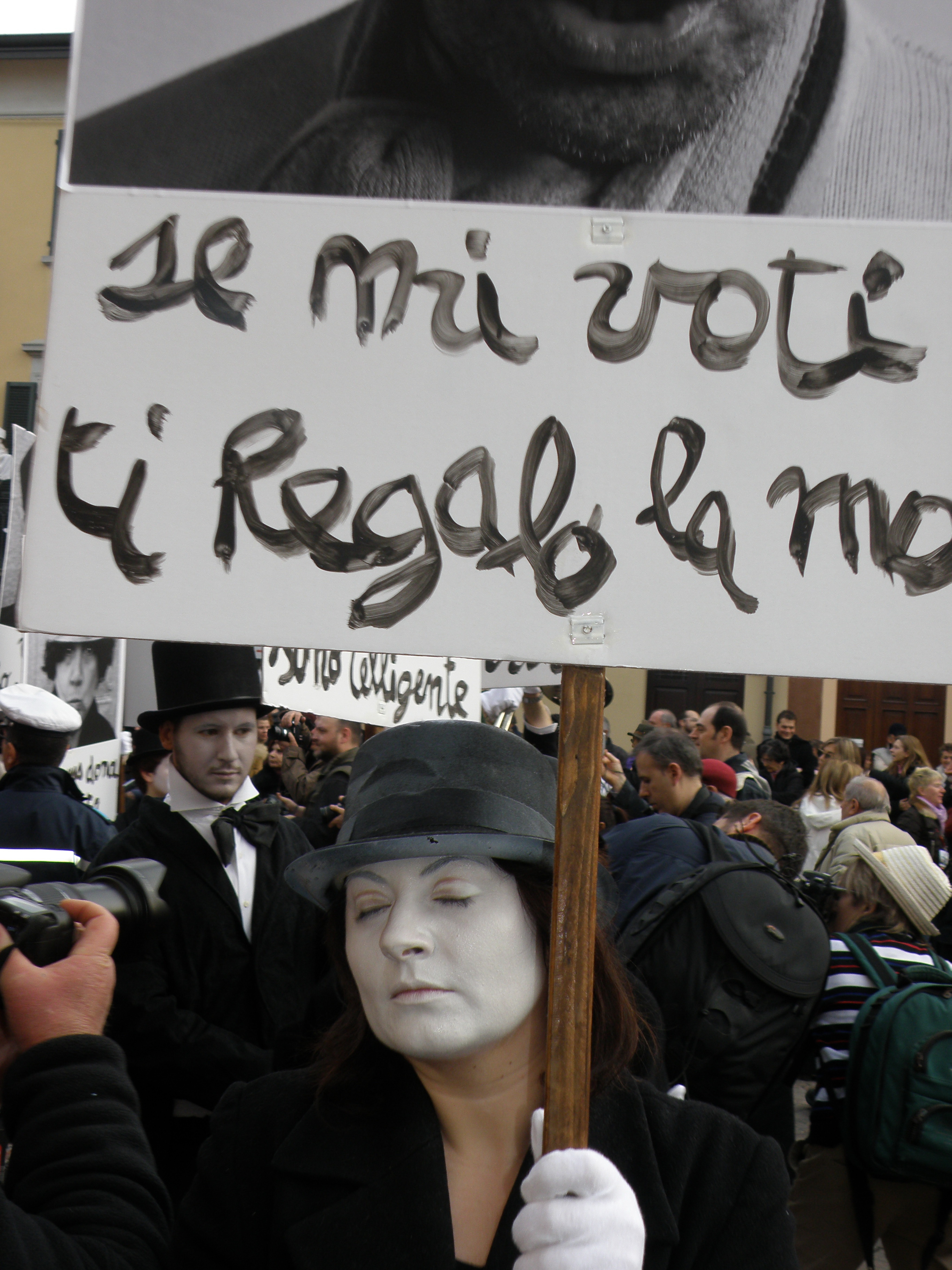
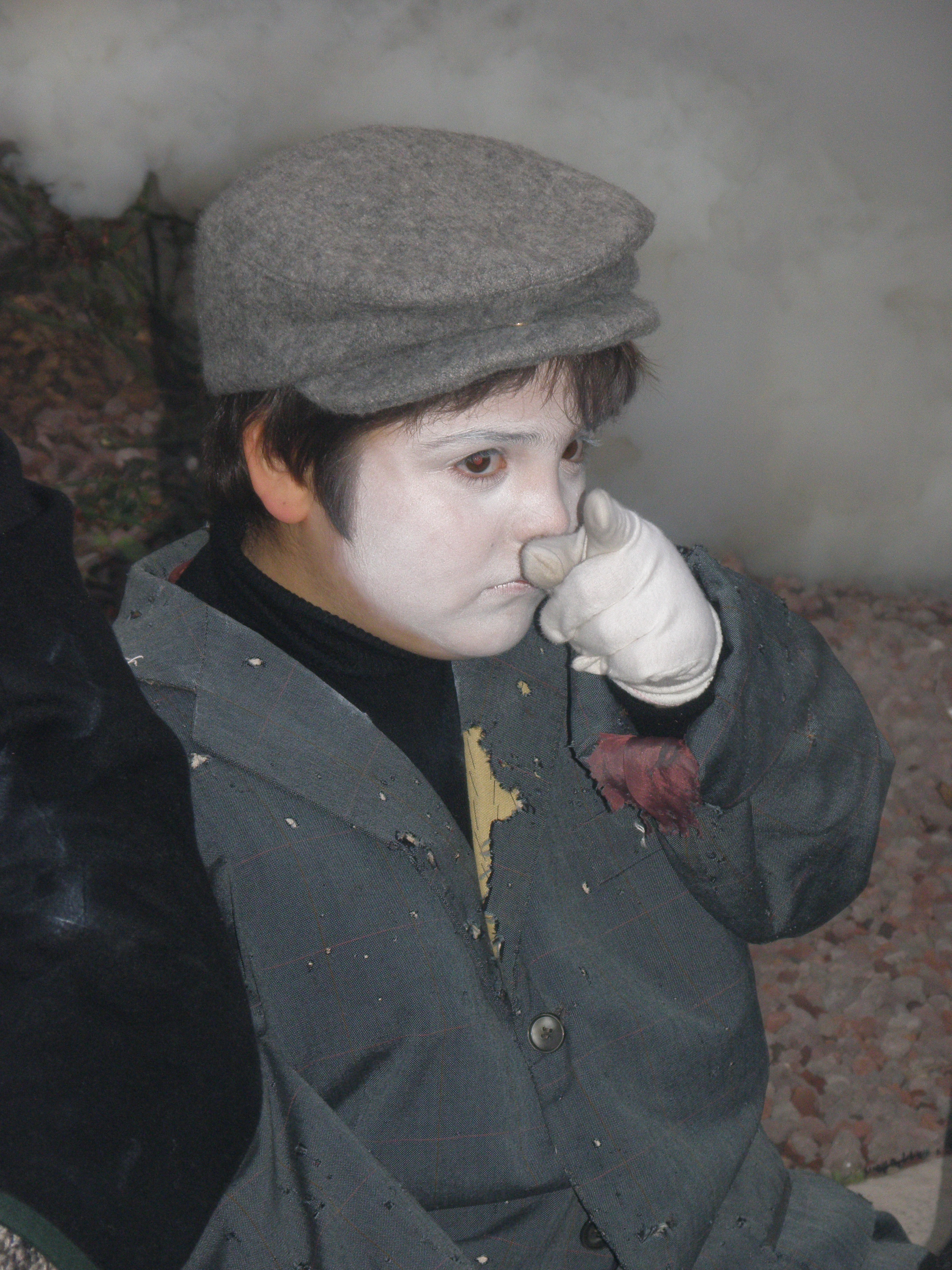
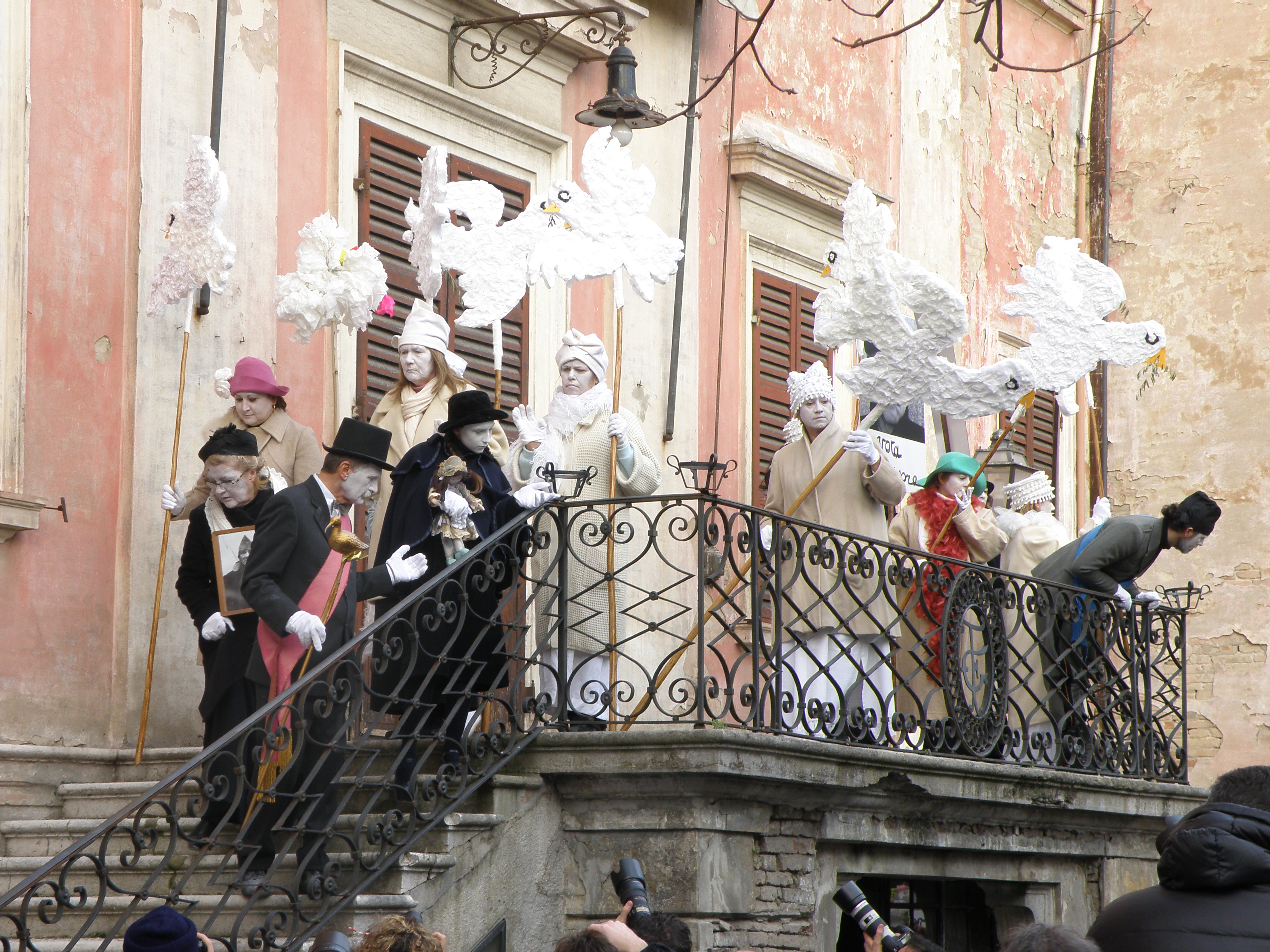

## Personnalités liées à San Felice sul Panaro
- Carlo Bergamini, comandante della Regia Marina,
- Barbara Baraldi, écrivain.